# Universiteit van Athene
De Universiteit van Athene (Grieks: Εθνικόν και Καποδιστριακόν Πανεπιστήμιον Αθηνών, officieel Nationale en Kapodistrische universiteit van Athene) is de oudste universiteit van Griekenland. De universiteit werd opgericht op 3 mei 1837, en is sindsdien altijd open geweest. Het is tevens het op een na grootste instituut voor hoger onderwijs in Griekenland. Het grootste is de Aristoteles Universiteit Thessaloniki.

## Geschiedenis
De Universiteit van Athene werd opgericht op 3 mei 1837. De universiteit werd gevestigd in het verblijf van de architect Stamatis Kleanthes, aan de noordoostelijke zijde van de Acropolis. Het was niet alleen de eerste universiteit in de nieuw-gevormde Griekse staat, maar ook op de Balkan.
Aanvankelijk stond de universiteit bekend als de Othonische Universiteit (Οθώνειον Πανεπιστήμιον) naar de oprichter, koning Otto. Pas later werd de naam veranderd als eerbetoon aan Ioannis Kapodistrias, het eerste staatshoofd van het moderne Griekenland. De universiteit begon in 1837 met vier faculteiten: theologie, rechtsgeleerdheid, medicijnen en kunst (welke onder andere toegepaste wetenschappen en wiskunde bevatte). Er werkten 33 professoren, en er studeerden 52 studenten.
In november 1841 werd een nieuw gebouw geopend, de “Propylaea”, ontworpen door de Deense architect Theophil Hansen.
In 1904 werd een grote verandering doorgevoerd in de structuur van de universiteit. De faculteit kunst werd opgesplitst in twee faculteiten: kunst en wetenschappen. Die tweede bevatte de departementen natuurkunde en wiskunde, en de school voor farmacie. In 1919 werd het departement scheikunde aan de universiteit toegevoegd. In 1922 werd de school voor farmacie hernoemd naar een departement. Ten slotte werd de school voor tandheelkunde toegevoegd aan de faculteit medicijnen.
De universiteit had zeker in haar beginperiode de opdracht om het gat op te vullen tussen het nieuwe onderwijs en de oudere onderwijsinstituten in andere landen.
Tussen 1895 en 1911 trok de universiteit elk jaar gemiddeld 1000 nieuwe studenten. Na de Eerste Wereldoorlog steeg dit naar 2000. Dit leidde tot de beslissing om vanaf het academisch jaar 1927-1928 toelatingsexamens in te voeren voor alle faculteiten. Sinds 1954 is er door het ministerie van onderwijs en religie een maximum gesteld aan het aantal studenten dat zich jaarlijks kan aanmelden.
In de jaren 60 van de 20ste eeuw werd de campus van de universiteit in de voorstad van Ilissia gebouwd. Hier staan nu de school voor filosofie, theologie en wetenschappen.

## Faculteiten en departementen

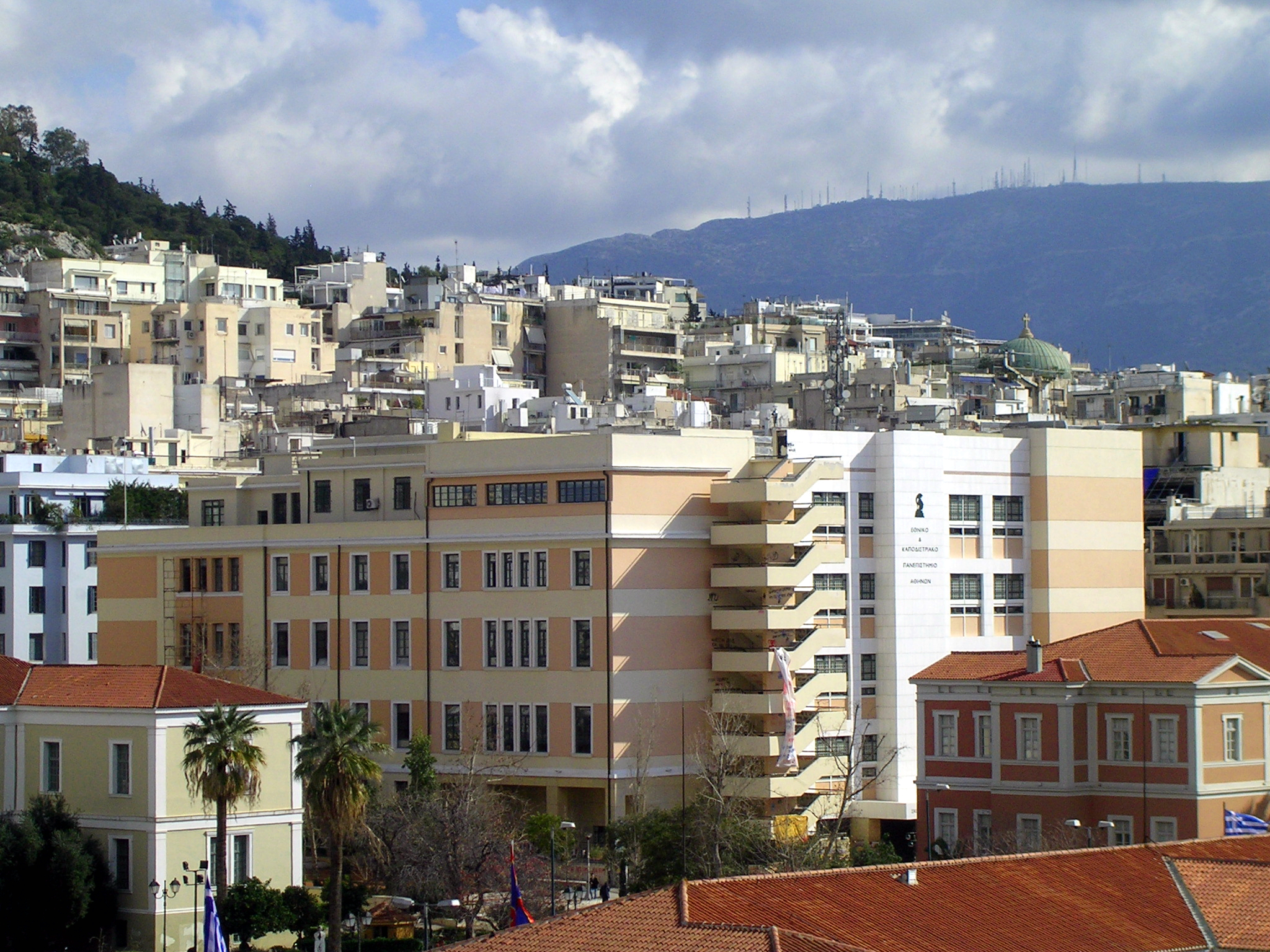
Het "Nomikigebouw " bevat de faculteit rechtsgeleerdheid. De oude vleugel van het gebouw is gebouwd in de jaren 30, en de tweede vleugel in de jaren 60. Het gebouw is tussen 2002 en 2006 gerenoveerd.

De Universiteit van Athene is onderverdeeld in scholen, faculteiten en departementen.
- School voor Theologie
  - Faculteit Theologie
  - Faculteit Sociale theologie
- School voor Filosofie
  - Faculteit Filosofie
  - Faculteit Geschiedenis en Archeologie
  - Faculteit Filosofie, Pedagogiek en Psychologie
  - Faculteit Engelse studies
  - Faculteit Franse taal en literatuur
  - Faculteit Duitse studies
  - Faculteit Italiaanse en Spaanse Taal en literatuur
  - Faculteit Theaterstudies
  - Faculteit Muziekstudies
  - Faculteit Turks en Moderne Aziatische Studies
  - Faculteit Slavistiek
- Schools of Gezondheidszorg
  - Faculteit Medicijnen
  - Faculteit Tandheelkunde
  - Faculteit Farmacie
  - Faculteit Geneeskunde
- School voor Rechtsgeleerdheid, Economie en Politicologie
  - Faculteit Rechtsgeleerdheid
  - Faculteit Economische Studies
  - Faculteit Politicologie en Bestuurskunde
- School voor Wetenschappen
  - Faculteit Natuurkunde
  - Faculteit Biologie
  - Faculteit Geologie en Geomilieu
  - Faculteit Scheikunde
  - Faculteit Wiskunde
  - Faculteit Informatica en Telecommunicatie
- Onafhankelijke faculteiten
  - Faculteit Lichamelijke opvoeding en Sportwetenschappen
  - Faculteit Basisonderwijs
  - Faculteit Jong onderwijs
  - Faculteit Communicatie en Massamediastudies
  - Faculteit Filosofie & Wetenschapsgeschiedenis

## Campussen

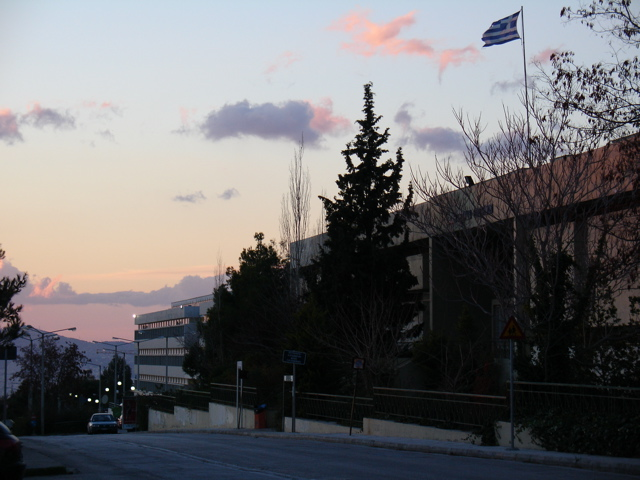
De “Panepistimioupolis” of Ilissia campus

De primaire campus van de Universiteit van Athene ligt in Ilissia. Hier bevinden zich de scholen voor Wetenschappen, Theologie en Filosofie. De andere campussen liggen bij Goudi en Daphne. Verder bezit de universiteit een paar gebouwen in het centrum van Athene.

## Onderzoek
Onderzoek aan de Universiteit van Athene is direct verbonden het onderzoek dat wordt verricht in ziekenhuizen en onderzoeksinstellingen, waaronder de National Research Center for Physical Sciences Demokritos, de National Research Foundation (EIE), de National Observatory of Athens, de Hellenic Pasteur Institute, de Alexander Fleming Biomedical Sciences Research Center, de Athens High Performance Computing Laboratory, de National Centre for Marine Research (NCMR) en de Foundation for Biomedical Research of the Academy of Athens (IBEAA).